# Insuficiencia venosa
La insuficiencia venosa es la incapacidad de las venas para realizar el adecuado retorno de la sangre al corazón. Tiene como agente etiopatogénico fundamental a la hipertensión venosa.

## Fisiopatología
La insuficiencia venosa se puede originar por la presencia de uno o más de los siguientes factores:
- Obstrucción del flujo venoso (ejemplos: trombosis venosa, compresión extrínseca de una vena)
- Reflujo valvular (ejemplo: varices)
- Falla de bombas venosas (ejemplo: trastornos motores)

## Epidemiología
La insuficiencia venosa es más frecuente en las mujeres y se incrementa con la edad. Predomina en actividades laborales en las que se permanece continuamente de pie (peluqueras, cajeras, etc) o sentado.

## Factores de riesgo
Los factores de riesgo para la insuficiencia venosa abarcan: 
- Antecedentes de trombosis venosa profunda en las piernas
- Obesidad
- Embarazo
- Permanecer sentado o de pie por mucho tiempo
- Fuentes de calor directo de alta potencia (brasero, estufa, ...)

## Síntomas
Los síntomas de la insuficiencia venosa suelen ser los siguientes:
- Dolor, cansancio, pesadez de piernas
- Calambres
- Picor, piernas inquietas
- Varices
- hinchazón

## Cuadro clínico

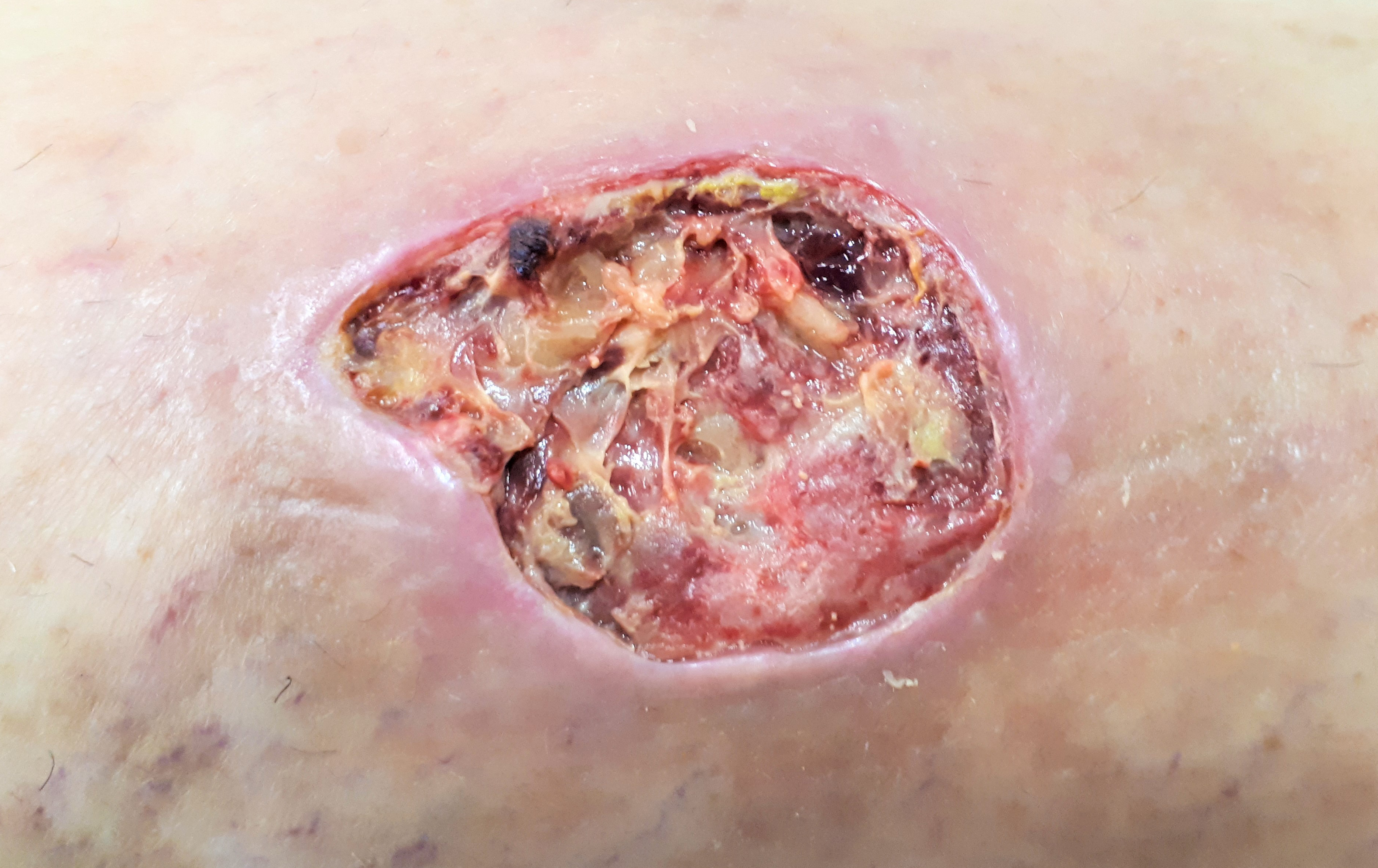
Úlcera varicosa

Las telangiectasias son las lesiones cutáneas superficiales iniciales. Si progresa la enfermedad aparecen las varices, edemas en las piernas y lesiones tróficas cutáneas. Las principales complicaciones son la trombosis venosa profunda y las úlceras varicosas

## Tratamiento
El diagnóstico y posterior tratamiento de cada uno de los factores etiológicos forma parte de la estrategia terapéutica del paciente.
Ya que se deben realizar estudios no invasivos de las venas de las piernas para evaluar el funcionamiento de las válvulas (ultrasonido doppler). En los casos en que exista trombosis venosa profunda, se deben utilizar anticoagulantes.
Si el sistema superficial está incompetente, no funcionan las válvulas de la vena safena y para este se requiere de un tratamiento endovascular o quirúrgico, al cual se debe acudir con un Cirujano Vascular.
No existe ningún medicamento que haga desaparecer las várices o “borre” las arañas vasculares. Los fármacos antivaricosos (pastillas, pomadas o gel) fundamentalmente controlan los síntomas producidos por las várices, es decir, el dolor, la pesadez y los calambres, principalmente. 
La forma más común de tratamiento conservador lo constituye el uso de medias medicinales de compresión graduada (aprietan más en el tobillo que a nivel de la rodilla o el muslo), “ordeñando” la sangre venosa de las piernas hacia el corazón.